# Premis del Sindicat Nacional de l'Espectacle de 1976
Els trenta-sisens Premis Nacionals de Cinematografia concedits pel Sindicat Nacional de l'Espectacle corresponents a 1976 es van concedir el 28 de gener de 1977 a Madrid. Fou la darrera vegada en que es concediren aquests premis, atès que el Sindicat Nacional de l'Espectacle, com totes les organitzacions sindicals franquistes, fou dissolt després de les eleccions generals espanyoles de 1977.
Es van admetre a concurs 13 llargmetratges i 43 curtmetratges. Els llargmetratges eren Existió otra humanidad, Retrato de familia, ¿Quién puede matar a un niño?, El límite del amor, Cazar un gato negro, La petición, Striptease, Marcada por los hombres, El segundo poder (El hombre de la Cruz verde), Tatuaje, La lozana andaluza, La brecha en el tiempo, El hombre que supo amar, El alijo, La promesa i La espada negra. Les dues pel·lícules guanyadores es van endur un premi d'un milió i de mig milió de pessetes respectivament.

## Guardonats de 1976
| Categoria                | Premi         | Pel·lícula premiada            | Director                |
| ------------------------ | ------------- | ------------------------------ | ----------------------- |
| 1r premi                 | 1.000.000 pts | Retrato de familia             | Antonio Giménez Rico    |
| 2n premi                 | 500.000 pts   | El segundo poder               | José María Forqué       |
| Millor curtmetratge      | 25.000 pts    | Ir por lana                    | Ángel Díaz              |
| Millor director          | 45.000 pts    | Ángel del Pozo                 | El alijo                |
| Millor guió              | 45.000 pts    | Pilar Miró i Leo Anchóriz      | La petición             |
| Millor actriu            | 30.000 pts    | Mònica Randall                 | Retrato de familia      |
| Millor actor             | 30.000 pts    | Antonio Ferrandis              | Retrato de familia      |
| Millor actriu principal  | 20.000 pts    | Charo López                    | El límite del amor      |
| Millor actor principal   | 20.000 pts    | José María Rodero              | La espada negra         |
| Millor actriu secundària | 10.000 pts    | África Pratt                   | El segundo poder        |
| Millor actor secundari   | 10.000 pts    | Félix Dafauce                  | El hombre que supo amar |
| Millor labor de conjunt  | 10.000 pts    | Lina Yegros i Javier de Rivera |                         |
| Millor equip tècnic      | 25.000 pts    | -                              | El segundo poder        |
| Millors equip artístic   | 20.000 pts    | -                              | El alijo                |
| Millors figuració        | 20.000 pts    | -                              | Retrato de familia      |